# Phytotaxa
Phytotaxa est une revue scientifique évaluée par les pairs, publiée par Magnolia Press et basée à Aukland en Nouvelle-Zélande. Spécialisée dans la taxinomie des plantes et la systématique en botanique, elle couvre tous les champs associés à la discipline selon le code international de nomenclature pour les algues, les champignons et les plantes, tant pour les espèces vivantes que fossiles.

## Historique
Phytotaxa a été créée en octobre 2009, sur le modèle de la revue-mère Zootaxa (fondée en 2001), par le botaniste nééerlandais Maarten Joost Maria Christenhusz. L'éditrice en chef est Zhi-Qiang Zhang.
Selon le Journal Citation Reports, Phytotaxa a un facteur d'impact en de 1,171 en 2020, ce qui la classe dans le troisième quart (Q3) des revues de sa spécialité.